# ایزابلا روسلینی
ایزابلا فیورلا الترا جیووانا روسلینی (ایتالیایی: Isabella Fiorella Elettra Giovanna Rossellini؛ زادهٔ ۱۸ ژوئن ۱۹۵۲) بازیگر، فیلم‌ساز، نویسنده، مدل و نیکوکار ایتالیایی آمریکایی است.

## زندگی
ایزابلا فرزند اینگرید برگمن هنرپیشهٔ سوئدی و روبرتو روسلینی کارگردان ایتالیایی است. او در گذشته همسر مارتین اسکورسیزی بوده است.
روسلینی به مدت ۱۴ سال به‌عنوان مدل شرکت لانکوم مورد توجه بوده است. او همچنین برای نقش‌آفرینی در فیلم‌های مخمل آبی (۱۹۸۶) و مرگ درخور اوست (۱۹۹۲) شناخته شده است.
در سال ۲۰۱۱ روسلینی رئیس داوران شصت‌ویکمین جشنوارهٔ بین‌المللی فیلم برلین بود.

## فیلم‌شناسی
| سال      | عنوان                                       | نقش                 | توضیحات       |
| -------- | ------------------------------------------- | ------------------- | ------------- |
| ۱۹۷۶     | مسئله زمان                                  | خواهر پیا           |               |
| ۱۹۷۹     | علفزار                                      | یوگنیا              |               |
| ۱۹۸۰     | در چشم پاپ                                  | ایزابلا             |               |
| ۱۹۸۵     | شب‌های روشن                                  | داریا گرین‌وود       |               |
| ۱۹۸۶     | مخمل آبی                                    | دوروتی والنز        |               |
| ۱۹۸۷     | بچه‌های سرسخت نمی‌رقصند                       | مادلین ریجنسی       |               |
| ۱۹۸۷     | خواب نیمروزی                                | ماری                |               |
| ۱۹۸۷     | چشمان سیاه                                  | کلودیا              |               |
| ۱۹۸۸     | زلی و من                                    | مادمازل زلی         |               |
| ۱۹۸۹     | خویشاوندان                                  | ماریا               |               |
| ۱۹۸۹     | شنل قرمزی                                   | بانو جین            |               |
| ۱۹۹۰     | از ته دل وحشی                               | پردیتا دورانگو      |               |
| ۱۹۹۰     | خانم‌های شجاع                                | ویکتوار             |               |
| ۱۹۹۱     | شکار بیوه                                   | رزانا               |               |
| ۱۹۹۲     | مرگ درخور اوست                              | لایل وان رومن       |               |
| ۱۹۹۳     | خیارشور                                     | زن سیاره کلیولند    | نامش ذکر نشده |
| ۱۹۹۳     | معصوم                                       | ماریا               |               |
| ۱۹۹۳     | بی‌باک                                       | لورا کلین           |               |
| ۱۹۹۴     | وایات ارپ                                   | کیت دماغ‌گنده        |               |
| ۱۹۹۴     | معشوق جاودان                                | آن ماری             |               |
| ۱۹۹۵     | صلیب و لذت                                  | هنریت               |               |
| ۱۹۹۶     | شب بزرگ                                     | گابریلا             |               |
| ۱۹۹۶     | خاکسپاری                                    | کلارا               |               |
| ۱۹۹۸     | چمدان جاگذاشته‌شده                           | خانم کالمن          |               |
| ۱۹۹۸     | فریبکار                                     | ملکه پوشیده         |               |
| ۲۰۰۰     | آسمان در حال سقوط است                       | کتسن                |               |
| ۲۰۰۲     | امپراتوری                                   | لا کلمبیانا         |               |
| ۲۰۰۲     | راجر داجر                                   | جویس                |               |

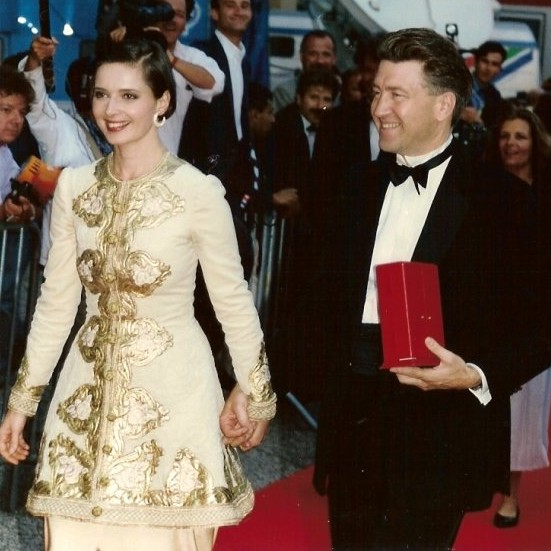
ایزابلا روسلینی و دیوید لینچ

| ۲۰۰۳     | چمدان‌های تولس، قسمت ۱: داستان موآب          | مادام موتسیه        |               |
| ۲۰۰۳     | غمناکترین موسیقی دنیا                       | بانو هلن پورت-هانتر |               |
| ۲۰۰۴     | چمدان‌های تالس لوپر، قسمت ۲: واوز به‌سمت دریا | مادام موتسیه        |               |
| ۲۰۰۴     | ارتفاعات                                    | لیز                 |               |
| ۲۰۰۴     | پادشاه گوشه                                 | ریچل اسپیواک        |               |
| ۲۰۰۵     | سور بز                                      | یورینیا             |               |
| ۲۰۰۵     | بابام صد سالشه                              | خودش                |               |
| ۲۰۰۶     | معمار                                       | جولیا والترز        |               |
| ۲۰۰۶     | بدنام                                       | ماریلا آجنلی        |               |
| ۲۰۰۷     | آخرین یهودیان لیبی                          | راوی                |               |
| ۲۰۰۸     | شوهر تصادفی                                 | خانم بالنبکر        |               |
| ۲۰۰۹     | دو عاشق                                     | روث کرادیتور        |               |
| ۲۰۰۹     | سگم تولیپ                                   | خانم کاوننینی       | صداپیشه       |
| ۲۰۱۰     | تنهایی اعداد اول                            | ادل                 |               |
| ۲۰۱۱     | سوراخ کلید                                  | هیسینث              |               |
| ۲۰۱۱     | خورش آلو با مرغ                             | پروین               |               |
| ۲۰۱۱     | زندگی خاموش                                 | گابریلا             |               |
| ۲۰۱۱     | دیرشکوفاها                                  | مری                 |               |
| ۲۰۱۳     | دشمن                                        | مادر                |               |
| ۲۰۱۴     | بچه زیگزاگی                                 | لولا                |               |
| ۲۰۱۵     | هیولای کمد                                  | بافی                | صداپیشه       |
| ۲۰۱۵     | جوی                                         | ترودی               |               |
| ۲۰۱۸     | شگفت‌انگیزان ۲                               | سفیر هنریتا سلیک    | صداپیشه       |
| ۲۰۱۸     | ویتا و ویرجینیا                             | بانو سکویل          |               |
| ۲۰۱۹     | پیش‌درآمد- فیلم                              | صداپیشه             |               |
| ۲۰۲۱     | سرزمین رؤیاها                               | جین                 |               |
| ۲۰۲۱     | مارسل، صدف کفش به پا                        | کانی                | صداپیشه       |
| ۲۰۲۳     | گربه‌دوست                                    | دکتر انید زابالا    |               |
| ۲۰۲۳     | پرابلمیستا                                  | راوی                |               |
| ۲۰۲۳     | شیمر                                        | فلورا               |               |
| ۲۰۲۴     | فضانورد                                     | کمیسر توما          |               |
| ۲۰۲۴     | مجمع کاردینال‌ها                             | خواهر آگنس          |               |
| تأییدشده | عقب‌نشینی آرام                               | میشل کیتون          | پساتولید      |